# Ovesholm
Ovesholm – miejscowość (tätort) w południowej Szwecji, położona w regionie administracyjnym (län) Skania (gmina Kristianstad).
Ovesholm położony jest około 8 km na południowy zachód od centrum Kristianstadu, w prowincji historycznej (landskap) Skania. Około 2 km na zachód od miejscowości znajduje się zamek Ovesholm (Ovesholms slott).
Wychowankiem miejscowego klubu sportowego Ovesholms IF jest Mikael Nilsson, były reprezentant Szwecji w piłce nożnej.
W 2010 Ovesholm liczył 299 mieszkańców.